# Trichoprosopon brevipes
Trichoprosopon brevipes är en tvåvingeart som först beskrevs av Lima 1931.  Trichoprosopon brevipes ingår i släktet Trichoprosopon och familjen stickmyggor. Inga underarter finns listade i Catalogue of Life.